# Fritz Schéel
Paul Fritz Henrik Schéel, född 21 april 1878 i Marstrand, död 12 februari 1950 i Göteborg, var en svensk tidningsredaktör, journalist och författare.

## Biografi
Schéel var son till C.F.H. Schéel och Lovisa Schéel, född Rudqvist. Han gifte sig den 25 augusti 1910 med Harriet Hanson (1886-1957).
Schéel var medarbetare i tidningen Skärgården i Lysekil 1896-1897, Göteborgs Morgonpost 1897-1917 och Göteborgs Handels- och Sjöfartstidning. Han var under flera år ordförande för Göteborgs och Västra Sveriges pressförening samt dess representant i styrelsen för Publicistklubben och ett tjugotal sällskap, däribland Göta Par Bricole, W-Sex, Teaterorden TSO, Vasa Orden av Amerika, Svenska seglingsförbundet och Göteborgs Kungliga Segelsällskap. Han gav ut Svensk Sjöfartstidning 1904-1945, Göteborgs-Bladet och Löpar Nisse. Fritz Schéel var även medarbetare i ett trettiotal revyer. Som journalist använde han bland annat signaturerna Saxo, Göran Persson med flera.
Fritz Schéel gravsattes den 18 februari på Västra kyrkogården i Göteborg.